# Anopheles cristatus
Anopheles cristatus este o specie de țânțari din genul Anopheles, descrisă de King și Francisco E. Baisas în anul 1936. Conform Catalogue of Life specia Anopheles cristatus nu are subspecii cunoscute.